# John O'Brien (spisovatel)
John O'Brien (21. května 1960, Oxford, Ohio – 10. dubna 1994, Los Angeles, Kalifornie) byl americký spisovatel, jehož prvotinou se stal román Leaving Las Vegas vydaný roku 1990 nakladatelstvím Watermark Press. Podle knižní předlohy došlo v roce 1995 k natočení stejnojmenného filmu.

## Život a kariéra
Narodil se v ohioském Oxfordu, kde jeho rodiče Bill a Judy O'Brienovi studovali na Miami University. Měl bratra, také spisovatele Erina O'Briena. Vyrostl v Brecksville a Lakewood, v roce 1978 ukončil střední školu Lakewood High School a následující rok se oženil s Lisou Kirkwoodovou. V roce 1982 se s manželkou přestěhoval do kalifornského Los Angeles. Věnoval ji svou první knihu Leaving Las Vegas.
Dva týdny poté, co se dozvěděl, že bude tato kniha zfilmována, spáchal sebevraždu zastřelením. Jeho otec prohlásil, že daný román byl jeho smuteční řečí. Další dvě knihy vyšly posmrtně, a to Stripper Lessons (Grove Press, 1997) a The Assault on Tony's (Grove Press, 1996), která byla v čase smrti nedokončena, a kterou dopsala jeho sestra Erin. Třetí rukopis nazvaný Better byl publikován nakladatelstvím Akashic Press v roce 2009.